# Coccomyces kirkii
Coccomyces kirkii är en svampart som beskrevs av Spooner 1990. Coccomyces kirkii ingår i släktet Coccomyces och familjen Rhytismataceae.   Inga underarter finns listade i Catalogue of Life.